# Торсбаллиг
Торсбаллиг — деревня в районе Шлезвиг-Фленсбург земли Шлезвиг-Гольштейн Федеративной Республики Германия.

## Происхождение названия
Название деревни Торсбаллиг связано с Тором богом грома и молний в скандинавской мифологии. Впервые деревня Торсбаллиг упомянута в 1467 году под названием Торслафф.

## История
В ходе территориальной реформы в 1970-х годах, некогда коммуна Торсбаллиг потеряла свой статус и была включена в коммуну Хаветофтлойт. 1 марта 2013 года деревня Торсбаллиг была включена в новообразованную коммуну Миттелангельн.

## Легенда
Легенда гласит, что в прошлом на полях нынешних коммуны Хаветофт, коммуны Хаветофтлойт и Таарбалига было множество курганов, напоминающих о крупной войне. Например, к востоку от центра деревни Торсбаллиг находится 3 кургана, самый большой из которых называется Германшой Легенда также гласит, что в кургане Германшой был похоронен легендарный датский король Фроди I.